# Nuxia capitata
Nuxia capitata är en tvåhjärtbladig växtart som beskrevs av John Gilbert Baker. Nuxia capitata ingår i släktet Nuxia och familjen Stilbaceae. Inga underarter finns listade i Catalogue of Life.